# World Poker Tour (stagione 9)
Di seguito sono elencati i risultati della nona stagione del World Poker Tour (2010-2011).

## Risultati

### WPT Grand Prix de Paris
- Casino: Aviation Club de France, Parigi, Francia
- Buy-in: €10,000
- Data: 8 - 15 maggio 2010
- Iscritti: 247
- Montepremi totale: €2,347,797
- Giocatori premiati: 27

| Piazzamento | Nome               | Premio   |
| ----------- | ------------------ | -------- |
| 1°          | Theo Jørgensen     | €633,902 |
| 2°          | Antoine Amourette  | €328,690 |
| 3°          | Per Linde          | €234,780 |
| 4°          | Mickael Guenni     | €187,825 |
| 5°          | Fabrice Touil      | €140,870 |
| 6°          | Nourredine Aïtaleb | €93,910  |
| 7°          | Arnaud Mattern     | €82,175  |
| 8°          | Jimmy Ostensson    | €70,435  |

### WPT Spanish Championship
- Casino: Casino Barcelona, Barcellona, Spagna
- Buy-in:  €3,200 + €300
- Data: 19 - 23 maggio 2010
- Iscritti: 326
- Montepremi totale: €1,034,400
- Giocatori premiati: 36

| Piazzamento | Nome                       | Premio   |
| ----------- | -------------------------- | -------- |
| 1°          | Ali Tekintamgac            | €315,000 |
| 2°          | Roberto Garcia Santiago    | €160,000 |
| 3°          | Mats Erik Iremark          | €81,000  |
| 4°          | Manuel Blaschke            | €71,000  |
| 5°          | Mads Smith Hansen          | €61,000  |
| 6°          | Tristan Quentin Clemencon  | €51,000  |
| 7°          | Per Emil Mattson           | €41,000  |
| 8°          | Bartolome Gomila Romero    | €31,000  |
| 9°          | Manuel Cuberos Lopez Cozar | €21,000  |

### Bellagio Cup VI
- Casino: Bellagio, Las Vegas, Nevada
- Buy-in: $10,000 + 300
- Data: 11 -16 luglio 2010
- Iscritti: 353
- Montepremi totale: $3,424,100
- Giocatori premiati: 50

| Piazzamento | Nome           | Premio   |
| ----------- | -------------- | -------- |
| 1°          | Moritz Kranich | $875,150 |
| 2°          | Justin Smith   | $594,755 |
| 3°          | Phil Ivey      | $363,650 |
| 4°          | John Caridad   | $237,902 |
| 5°          | Robert Akery   | $169,930 |
| 6°          | Eric Afriat    | $118,950 |

### Legends of Poker
- Casino: The Bicycle Casino, Los Angeles, California
- Buy-in: $4,800 + 200
- Data: 20 - 25 agosto 2010
- iscritti: 462
- Montepremi totale: $2,151,072
- Giocatori premiati: 45

| Piazzamento | Nome               | Premio   |
| ----------- | ------------------ | -------- |
| 1°          | Andy Frankenberger | $750,000 |
| 2°          | Kyle Wilson        | $370,000 |
| 3°          | Tom Lee            | $147,772 |
| 4°          | Thomas Braband     | $109,000 |
| 5°          | Jared Jaffee       | $86,000  |
| 6°          | Franco Brunetti    | $63,000  |

### WPT London Poker Classic
- Casino: Palm Beach Casino, Londra, Regno Unito
- Buy-in: £5000 +£300
- Data : 30 agosto - 4 settembre 2010
- Iscritti: 171
- Montepremi totale: £820,800
- Giocatori premiati: 18

| Piazzamento | Nome                | Premio   |
| ----------- | ------------------- | -------- |
| 1°          | Jake Cody           | £273,783 |
| 2°          | Nichlas Mattsson    | £176,979 |
| 3°          | Bruce Atkinson      | £93,316  |
| 4°          | Kristoffer Thorsson | £56,311  |
| 5°          | Giovanni Safina     | £42,233  |
| 6°          | Sandiep Khosa       | £34,189  |
| 7°          | Fabian Quoss        | £26,144  |
| 8°          | Gareth Teatum       | £18,100  |

### Borgata Poker Open
- Casino: Borgata, Atlantic City, New Jersey
- Buy-in: $3,300 + 200
- Data: 19 - 24 settembre 2010
- Iscritti: 1042
- Montepremi totale: $3,438,600
- Giocatori premiati: 100

| Piazzamento | Nome              | Premio   |
| ----------- | ----------------- | -------- |
| 1°          | Dwyte Pilgrim     | $733,802 |
| 2°          | Kianoosh Mohajeri | $440,945 |
| 3°          | Ofir Mor          | $266,835 |
| 4°          | Brandon Novena    | $223,475 |
| 5°          | Daniel Makowsky   | $183,449 |
| 6°          | Benjamin Klier    | $148,427 |

### Festa al Lago
- Casino: Bellagio, Las Vegas, Nevada
- Buy-in: $10,000 + 300
- Data: 15 - 20 ottobre 2010
- Iscritti: 335
- Montepremi totale: $3,224,000
- Giocatori premiati: 50

| Piazzamento | Nome               | Premio   |
| ----------- | ------------------ | -------- |
| 1°          | Randal Flowers     | $831,500 |
| 2°          | Michael Benvenuti  | $564,200 |
| 3°          | Noah Schwartz      | $344,968 |
| 4°          | Jason Koon         | $225,680 |
| 5°          | Andy Frankenberger | $161,200 |
| 6°          | Skip Wilson        | $112,840 |

### Foxwoods World Poker Finals
- Casino: Foxwoods Resort Casino, Mashantucket, Connecticut
- Buy-in: $9,700 + 300
- Data: 28 ottobre - 2 novembre 2010
- Iscritti: 242
- Montepremi totale: $2,276,978
- Giocatori premiati: 25

| Piazzamento | Nome              | Premio   |
| ----------- | ----------------- | -------- |
| 1°          | Jeff Forrest      | $548,752 |
| 2°          | Dave Inselberg    | $325,608 |
| 3°          | Thomas Marchese   | $211,759 |
| 4°          | Nikolai Yakovenko | $170,773 |
| 5°          | Keven Stammen     | $128,650 |
| 6°          | Mohsin Charania   | $104,741 |

### WPT Amneville
- Casino: Casino Municipal D Amneville, Amnéville, Francia
- Buy-in: €3200 + €300
- Data: 2 - 6 novembre 2010
- Iscritti: 543
- Montepremi totale: €1,640,000
- Giocatori premiati: 54

| Piazzamento | Nome                 | Premio   |
| ----------- | -------------------- | -------- |
| 1°          | Sam El Sayed         | €426,425 |
| 2°          | Franck Pepe          | €229,613 |
| 3°          | Ilan Boujena         | €161,550 |
| 4°          | Nesrin Kourdourli    | €109,886 |
| 5°          | William Bresson      | €79,545  |
| 6°          | Jean-Paul Pasqualini | €62,323  |
| 7°          | Julien Robert        | €46,743  |
| 8°          | Georges Chehade      | €34,442  |

### WPT Marrakech
- Casino: Casino De Marrakech, Marrakech, Marocco
- Buy-in: €4,250 + 750
- Data: 27 - 30 novembre 2010
- Iscritti:  222
- Montepremi totale: €905,528
- Giocatori premiati: 27

| Piazzamento | Nome                  | Premio   |
| ----------- | --------------------- | -------- |
| 1°          | Sébastian Homann      | €254,745 |
| 2°          | Guillaume Cescut      | €141,518 |
| 3°          | Sébastien Compte      | €94,345  |
| 4°          | Félix Oberauer        | €75,472  |
| 5°          | Guillaume de la Gorce | €56,609  |
| 6°          | Dominik Nitsche       | €37,736  |
| 7°          | Johan Williamsson     | €30,190  |
| 8°          | Julien Labussière     | €26,418  |
| 9°          | Patrick Muleta        | €19,920  |

### Doyle Brunson Five Diamond World Poker Classic
- Casino: Bellagio, Las Vegas, Nevada
- Buy-in: $10,000 + 300
- Data:  3 – 8 dicembre 2010
- Iscritti: 438
- Montepremi totale: 4,261,267
- Giocatori premiati: 100

| Piazzamento | Nome               | Premio   |
| ----------- | ------------------ | -------- |
| 1°          | Antonio Esfandiari | $870,124 |
| 2°          | Andrew Robl        | $549,003 |
| 3°          | Vanessa Rousso     | $358,964 |
| 4°          | John Racener       | $232,271 |
| 5°          | Kirk Morrison      | $168,924 |
| 6°          | Ted Lawson         | $126,693 |

### WPT Southern Poker Championship
- Casino: Beau Rivage, Biloxi, Mississippi
- Buy-in: $9,700 + 300
- Data: 23 – 27 gennaio 2011
- Iscritti: 214
- Montepremi totale: $2,011,600
- Giocatori premiati: 27

| Piazzamento | Nome             | Premio   |
| ----------- | ---------------- | -------- |
| 1°          | Alexander Kuzmin | $601,469 |
| 2°          | Leif Force       | $315,790 |
| 3°          | Allen Carter     | $218,471 |
| 4°          | Shannon Shorr    | $144,985 |
| 5°          | Pat Mahoney      | $113,208 |
| 6°          | Ryan Hughes      | $89,375  |

### WPT Venice
- Casino: Casino Di Venezia, Venezia, Italia
- Buy-in: €3,000 + 300
- Data:  3 – 8 febbraio 2011
- Iscritti: 523
- Montepremi totale: €1,521,930
- Giocatori premiati: 54

| Piazzamento | Nome                     | Premio   |
| ----------- | ------------------------ | -------- |
| 1°          | Alessio Isaia            | €380,000 |
| 2°          | Szabolcs Mayer           | €228,990 |
| 3°          | David Vamplew            | €149,910 |
| 4°          | Emmanuel Rodrigues       | €101,960 |
| 5°          | Adrien Camille Garrigues | €73,180  |
| 6°          | Luca Fiorini             | €57,830  |
| 7°          | Maxim Lykov              | €43,370  |
| 8°          | Renato Paolini           | €31,960  |

### L.A. Poker Classic
- Casino: Commerce Casino, Los Angeles, California
- Buy-in: $9,600 + 400
- Data: 25 febbraio – 3 marzo 2011
- Iscritti: 681
- Montepremi totale: $6,537,600
- Giocatori premiati: 64

| Piazzamento | Nome             | Premio     |
| ----------- | ---------------- | ---------- |
| 1°          | Gregory Brooks   | $1,654,120 |
| 2°          | Vivek Rajkumar   | $908,730   |
| 3°          | Carlos Mortensen | $640,680   |
| 4°          | Amir Lehavot     | $421,680   |
| 5°          | Steve Gross      | $304,000   |
| 6°          | Darryll Fish     | $235,350   |

### WPT Bay 101 Shooting Star
- Casino: Bay 101, San Jose, California
- Buy-in: $9,600 + 400
- Data: 14 – 18 marzo 2011
- Iscritti: 415
- Montepremi totale: $3,942,500
- Giocatori premiati: 45

| Piazzamento | Nome           | Premio     |
| ----------- | -------------- | ---------- |
| 1°          | Alan Sternberg | $1,039,000 |
| 2°          | Steven Kelly   | $595,300   |
| 3°          | Mike Matusow   | $369,800   |
| 4°          | Vivek Rajkumar | $295,800   |
| 5°          | Casey McCarrel | $221,800   |
| 6°          | Mike Sexton    | $148,000   |

### WPT Vienna
- Casino: Montesino, Vienna, Austria
- Buy-in: €3,200 + 300
- Data: 25 – 29 marzo 2011
- Iscritti: 555
- Montepremi totale: $2,525,095
- Giocatori premiati: 54

| Piazzamento | Nome               | Premio   |
| ----------- | ------------------ | -------- |
| 1°          | Dmitry Gromov      | €447,840 |
| 2°          | Maxim Kolosov      | €241,180 |
| 3°          | Simon Ravnsbaek    | €169,690 |
| 4°          | Mario Adinolfi     | €115,420 |
| 5°          | Valentin Stroiescu | €83,550  |
| 6°          | Maximillian Noll   | €65,460  |
| 7°          | Alessio Isaia      | €49,100  |
| 8°          | Mark Jenisch       | €36,180  |

### WPT Hollywood Poker Open
- Casino: Hollywood Casino, Lawrenceburg, Indiana
- Buy-in: $9,600 + 400
- Data: 9 – 13 aprile 2011
- Iscritti: 97
- Montepremi Totale: $911,800
- Giocatori premiati: 12

| Piazzamento | Nome             | Premio   |
| ----------- | ---------------- | -------- |
| 1°          | Mike Scarborough | $273,664 |
| 2°          | Erik Seidel      | $155,103 |
| 3°          | William Reynolds | $110,788 |
| 4°          | Thomas Marchese  | $77,551  |
| 5°          | Andy Whetstone   | $62,041  |
| 6°          | Ali Eslami       | $50,962  |

### Seminole Hard Rock Showdown
- Casino: Seminole Hard Rock Hotel and Casino, Hollywood, Florida
- Buy-in: $9,600 + 400
- Data: 27 aprile – 3 maggio 2011
- Iscritti: 433
- Montepremi: $4,156,800
- Giocatori premiati: 45

| Piazzamento | Nome                    | Premio     |
| ----------- | ----------------------- | ---------- |
| 1°          | Taylor von Kriegenbergh | $1,122,340 |
| 2°          | Curt Kohlberg           | $586,109   |
| 3°          | Justin Zaki             | $415,680   |
| 4°          | Abbey Daniels           | $286,819   |
| 5°          | Allen Bari              | $211,997   |
| 6°          | Tommy Vedes             | $166,272   |

### WPT World Championship
- Casino: Bellagio, Las Vegas, Nevada
- Buy-in: $25,000 + 500
- Data: 14 – 20 maggio 2011
- Iscritti: 220
- Montepremi totale: $5,309,500
- Giocatori premiati: 27

| Piazzamento | Nome           | Premio     |
| ----------- | -------------- | ---------- |
| 1°          | Scott Seiver   | $1,618,344 |
| 2°          | Farzad Bonyadi | $1,061,900 |
| 3°          | Galen Hall     | $589,355   |
| 4°          | Roger Teska    | $371,665   |
| 5°          | Tony Gargano   | $278,749   |
| 6°          | Justin Young   | $225,654   |